# Krasnodar-1 (stacja kolejowa)
Krasnodar-1 – stacja kolejowa w Krasnodarze, w kraju krasnodarskim, w Rosji. Znajdują się tu 3 perony.